# Івуарійсько-ліберійські відносини
Івуарійсько-ліберійські відносини — двосторонні дипломатичні відносини між Кот-д'Івуаром та Ліберією. Протяжність державного кордону між країнами становить 778 км.

## Історія
В 1972 між країнами була створена перша спільна комісія з розвитку взаємодії і співпраці. Політична криза в Кот-д'Івуарі у зв'язку з президентськими виборами 28 листопада 2010 року призвела до того, що більше 140 000 людей бігли в Ліберію. Біженці населяли прикордонний регіон і не підтримували обраного президента Алассана Уаттара та його попередника Лорана Гбагбо. Незважаючи на те, що політична криза в Кот-д'Івуарі була подолана, гуманітарна криза, що торкнулася як біженців, так і країн, що їх приймають, збереглася  .
У червні 2012 року Ліберія закрила кордон із Кот-д'Івуаром, після того, як 7 миротворців Організації Об'єднаних Націй було вбито під час громадянської війни в Кот-д'Івуарі. У квітні 2015 року президент Ліберії Елен Джонсон-Серліф і президент Кот-д'Івуара Алассан Уаттара провели переговори в Гігло, за результатами яких дійшли до згоди розширювати зони взаємодії між країнами. У 2019 році на території Ліберії проживало 8152 біженців з Кот-д'Івуару.

## Дипломатичні представництва
- Кот-д'Івуар має посольство в Монровії[6].
- Ліберія містить посольство в Абіджані[7].